# Noordzee, Texas
Noordzee, Texas (tiếng Anh: North Sea Texas; tiếng Việt: Biển Bắc Texas) là một bộ phim Flemish năm 2011 và là tác phẩm đầu tiên của đạo diễn giáo phái Bavo Defurne, với sự tham gia của Jelle Florizoone và Mathias Vergels. Kịch bản được viết bởi Bavo Defurne và Yves Verbraeken và được dựa trên cuốn tiểu thuyết thiếu nhi Nooit gaat dit over năm 2004 bởi André Sollie. Bộ phim kể về câu chuyện của Pim, một cậu bé sống với người mẹ tự do, buông thả và quá trình phát sinh tình cảm với người bạn thân nhất của cậu, Gino.

## Nội dung
Câu chuyện kể về cậu bé Pim lúc còn nhỏ và mẹ của cậu, Yvette, sống ở vùng nông thôn Bỉ với một chú chó Phốc tên là Mirza. Mẹ của Pim, một người phụ nữ đã ly dị, hay chơi đàn phong cầm và thường xuyên lui tới một quán bar địa phương tên là Texas. Một ngày nọ, Pim và mẹ cậu tham dự một hội chợ, nơi họ gặp một anh chàng tên là Zoltan. Pim bị mê đắm trước sự tốt bụng của Zoltan. Zoltan thuê một căn phòng trong nhà của Yvette, nhưng sau đó rời đi đến thị trấn. Trong khi đó, Yvette bắt đầu dành thời gian với một người đàn ông tên Etienne, một kẻ tàn bạo và mưu mô, khiến Pim ngay lập tức coi thường.
Thời gian trôi qua, Pim nảy sinh một tình bạn thân thiết với Gino lớn tuổi hơn, người trở thành bạn thân nhất của cậu. Pim yêu Gino và Gino khám phá thiên hướng tình dục của cậu ta với cậu bé Pim, và hai người ngày càng trở nên thân thiết. Cả hai đồng ý giữ bí mật về mối quan hệ tình dục của họ. Trong khi đó, em gái của Gino, Sabrina, nảy sinh tình cảm với Pim; Gino thì gần như dành cả ngày đêm ở bên một cô gái mà cậu gặp được tên là Françoise. Pim sau khi nhìn thấy Gino hôn Françoise, đã thực hiện một hành động phá hoại là trả thù và tình bạn giữa hai người bắt đầu rạn nứt.
Sabrina sau đó phát hiện ra rằng Pim là người đồng tính. Yvette thì chấm dứt hoàn toàn với tên Etienne. Trong khoảng thời gian này, Zoltan bất ngờ quay trở lại. Gino, ngày càng khó chịu với những tình huống phức tạp, bắt đầu tìm cách đẩy Pim ra xa. Vào một buổi tối, tâm trạng của Pim trở nên rối loạn, cậu đến phòng của Zoltan, hy vọng được qua đêm với anh, nhưng rồi lại thấy Zoltan ra khỏi phòng và xuống hành lang quan hệ tình dục với mẹ. Đã từ lâu muốn Zoltan cho mình, ngay cả trước khi cậu yêu Gino, Pim quẫn trí chạy ra khỏi nhà lao vào màn đêm. Tuyệt vọng vì không thể ở bên Zoltan, cậu trở về nhà và thấy mẹ cậu đã rời đi với Zoltan và để lại cho cậu một ghi chú. Pim đưa Mirza đến ở cùng với Sabrina, trong khi Gino đang sống ngoài thị trấn với Françoise.
Sau tang lễ của mẹ của Gino và Sabrina, Pim và Sabrina sống cùng nhau. Vào một ngày mưa, Gino quay trở lại. Sau khi Pim nói với Gino rằng em gái cậu ta không ở nhà, Gino nói với Pim rằng người mà Gino muốn về thăm là Pim. Gino nhẹ nhàng nắm lấy áo Pim và đẩy cậu vào tường. Gino đưa lại cho Pim một tấm vải có ý nghĩa đặc biệt đối với cả hai, bảo Pim buộc một nút thắt lên tấm vải để Gino không bao giờ quên cậu. Sau đó, Gino hôn vào cổ Pim và hai người ôm nhau say đắm. Pim bảo Gino hãy ở lại, và bộ phim kết thúc bằng việc hai người ôm ấp nhau, gợi ra một kết thúc có hậu cho cặp đôi trẻ.

## Âm nhạc
Bài hát chủ đề: Wooly Clouds - Sarah Little Auk

## Diễn viên
- Jelle Florizoone - Pim[4][5]
- Mathias Vergels [nl] - Gino
- Eva Van Der Gucht - Yvette
- Nina Marie Kortekaas - Sabrina
- Katelijne Damen [nl] - Marcella
- Thomas Coumans - Zoltan
- Luk Wyns [nl] - Etienne
- Ben Van den Heuvel [nl] - young Pim
- Noor Ben Taout - young Sabrina
- Nathan Naenen - young Gino
- Ella-June Henrard [nl] - Françoise
- Patricia Goemaere [nl] - Simonne
- Daniel Sikora - Maurice
- Victor Zaidi - Julien

## Đánh giá và đón nhận
Bộ phim đã nhận được đánh giá tích cực từ các nhà phê bình phim. Tổng hợp đánh giá Rotten Tomatoes báo cáo rằng 81% trong số 26 nhà phê bình chuyên nghiệp, đã cho bộ phim một đánh giá tích cực. Henry Barnes từ The Guardian nói rằng "Biển Bắc Texas trông rất đẹp, với lối diễn xuất tuyệt vời, cảm giác thật khó để giữ vững khi Pim trôi dạt trong một thế giới mộng mơ." Allan Hunter từ Daily Express gọi nó là "Một trái tim nhỏ bé đầy tinh tế của một bộ phim."
Ignatiy Vishnevetsky của tờ Chicago Sun-Times đã xem nó và so sánh bộ phim với những nỗ lực trước đây của đạo diễn: "Tại sao Campfire lại hăng say, trong khi North Sea Texas thường xuyên buồn tẻ?" Vishnevetsky lưu ý đây là bộ phim dài đầu tiên của Bavo Defurne, người đã làm những bộ phim ngắn từ năm 1990, và Defurne không phát triển các nhân vật hoặc câu chuyện có thêm thời gian.

## Giải thưởng
Tại Liên hoan phim quốc tế Montreal 2011, bộ phim đã nhận được hai giải thưởng: "Giải thưởng Silver Zenith cho phim truyện giả tưởng đầu tiên" và "Giải thưởng Fipresci cho một bộ phim trong cuộc thi phim đầu tiên". Cuối tháng 10, bộ phim được công chiếu tại Liên hoan phim quốc tế Rome. Nó đã được chào đón nồng nhiệt ở đó, nhận được giải thưởng Marc'Aurelio Alice nella Città 13 +.
Vào tháng 1, bộ phim đã được chọn cho Liên hoan phim quốc tế Palm Springs, cùng với bốn bộ phim Flemish khác. Nó được phát hành tại Hoa Kỳ bởi Strand Releasing, sau khi họ mua bản quyền phim cho Wavelstep Pictures.
Bộ phim cũng được trình chiếu tại Liên hoan phim đồng tính nam và đồng tính nữ London và được phát hành vào ngày 6 tháng 4 năm 2012 tại Anh. Vào năm 2013, nó đã được chiếu trong Liên hoan phim LGBT quốc tế Tel Aviv, TLVFest.